# Другарица министарка
„Другарица министарка“ је југословенска телевизијска серија снимана 1989. године у режији Станка Црнобрње емитована је на ТВБ-а.
Серија је репризирана на РТС 1 2009.

## Епизоде
| Сезона | Епизода | Назив                | Датум          |
| ------ | ------- | -------------------- | -------------- |
| 1      | 1       | Шта је рекао Сенека  | 14. маја 1989. |
| 1      | 2       | Билатерални односи   | 21. маја 1989. |
| 1      | 3       | Јалта, Јалта         | 28. маја 1989. |
| 1      | 4       | Слон против елефанта | 4. јуна 1989.  |
| 1      | 5       | Кинг Конг Јуниор     | 11. јуна 1989. |
| 1      | 6       | Анђео чувар          | 18. јуна 1989. |
| 1      | 7       | Савезни ђубретар     | 25. јуна 1989. |

## Улоге
| Глумац                 | Улога                            |
| ---------------------- | -------------------------------- |
| Јелисавета Сека Саблић | Живка (7 еп. 1989)               |
| Петар Краљ             | Сима (7 еп. 1989)                |
| Ана Команин            | Дара (7 еп. 1989)                |
| Дејан Матић            | Рака (7 еп. 1989)                |
| Радмила Савићевић      | Тетка Савка (7 еп. 1989)         |
| Неда Арнерић           | Милка (6 еп. 1989)               |
| Нада Блам              | Азра (6 еп. 1989)                |
| Предраг Ејдус          | Рајковић (6 еп. 1989)            |
| Мира Фурлан            | Зденка (6 еп. 1989)              |
| Игор Первић            | Чеда (6 еп. 1989)                |
| Милорад Мандић Манда   | (5 еп. 1989)                     |
| Милан Плестина         | Бамбус (5 еп. 1989)              |
| Владан Савић           | (5 еп. 1989)                     |
| Предраг Милетић        | Пера тренер (4 еп. 1989)         |
| Срђан Милетић          | (4 еп. 1989)                     |
| Никола Милић           | Вита Павловић (4 еп. 1989)       |
| Ташко Начић            | Рајић Тутанкамон (4 еп. 1989)    |
| Никола Симић           | Спасоје Стаменковић (4 еп. 1989) |
| Маја Тица              | (4 еп. 1989)                     |

 Остале улоге  ▼
| Глумац                   | Улога                              |
| ------------------------ | ---------------------------------- |
| Миливоје Мића Томић      | Ујка Васа (4 еп. 1989)             |
| Слободан Ћустић          | (3 еп. 1989)                       |
| Владимир Дивљан          | (3 еп. 1989)                       |
| Татјана Кецојевић        | Ана (3 еп. 1989)                   |
| Михајло Бата Паскаљевић  | Фризер (3 еп. 1989)                |
| Миленко Павлов           | (3 еп. 1989)                       |
| Ивана Пејчић             | Весна (3 еп. 1989)                 |
| Ева Рас                  | (3 еп. 1989)                       |
| Велимир Бата Живојиновић | Љуба Јокић (3 еп. 1989)            |
| Мира Бањац               | (2 еп. 1989)                       |
| Бранимир Брстина         | (2 еп. 1989)                       |
| Драгомир Чумић           | (2 еп. 1989)                       |
| Милутин Мима Караџић     | (2 еп. 1989)                       |
| Марко Николић            | Гига Попадић (2 еп. 1989)          |
| Слободан Бода Нинковић   | (2 еп. 1989)                       |
| Душан Почек              | (2 еп. 1989)                       |
| Љиљана Шљапић            | Роса (2 еп. 1989)                  |
| Миле Станковић           | (2 еп. 1989)                       |
| Жижа Стојановић          | Зага (2 еп. 1989)                  |
| Божидар Стошић           | (2 еп. 1989)                       |
| Горан Султановић         | (2 еп. 1989)                       |
| Гордана Тасић            | Жена која се фризира (2 еп. 1989)  |
| Аљоша Вучковић           | (2 еп. 1989)                       |
| Петар Банићевић          | (1 еп. 1989)                       |
| Предраг Бјелац           | (1 еп. 1989)                       |
| Дејан Ђуровић            | (1 еп. 1989)                       |
| Ђорђе Јовановић          | (1 еп. 1989)                       |
| Гордана Лес              | (1 еп. 1989)                       |
| Предраг Милинковић       | (1 еп. 1989)                       |
| Младен Недељковић        | (1 еп. 1989)                       |
| Александра Петковић      | (1 еп. 1989)                       |
| Рас Растодер             | (1 еп. 1989)                       |
| Јанез Врховец            | (1 еп. 1989)                       |
| Младен Андрејевић        | (непознат број епизода)            |
| Стојан Дечермић          | (непознат број епизода)            |
| Милутин Јевђенијевић     | (непознат број епизода)            |
| Гордана Марић            | Чистачица (непознат број епизода)  |
| Милутин Мићовић          | Милиционер (непознат број епизода) |

Комплетна ТВ екипа  ▼
| Редитељ              | Станко Црнобрња   | (7 еп. 1989)                                  |
| Сценариста           | Бранислав Нушић   | (7 еп. 1989)                                  |
| Сценариста           | Милан Шећеровић   | (7 еп. 1989)                                  |
| Композитор           | Слободан Марковић | (непознат број епизода)                       |
| Директор фотографије | Фатмир Нусхи      | (непознат број епизода)                       |
| Сценограф            | Јасна Драговић    | (непознат број епизода)                       |
| Уметнички директор   | Сава Барбузан     | (непознат број епизода)                       |
| Костимограф          | Емилија Ковачевић | (7 еп. 1989)                                  |
| Одсек за шминку      | Љиљана Обрадовић  | шминкер (непознат број епизода)               |
| Менаџер продукције   | Злата Калиц       | директор филма (7 еп. 1989)                   |
| Помоћник режије      | Слободан Дедеић   | 2 помоћник редитеља (7 еп. 1989)              |
| Помоћник режије      | Љубица Шћепановић | 1 помоћник редитеља (непознат број епизода)   |
| Одсек за костим      | Снежана Станковић | асистент костимографа (непознат број епизода) |